# アリ・オスマン・タハ
アリー・オスマーン・ムハンマド・ターハ（アラビア語: علي عثمان محمد طه, Ali Osman Mohammed Taha, 1944年1月1日 - ）はスーダンの政治家、元第一副大統領（1998年 - 2005年、2011年 - 2013年）、元第二副大統領（2005年 - 2011年）、元外務大臣（1995年 - 1998年）。国民会議党の副総裁であり、第二次スーダン内戦の和平交渉にあたり、2005年1月5日にスーダン人民解放軍 (SPLA) 指導者ジョン・ガランと包括和平協定を結んだ。
タハはハルツーム大学の法学部出身で、学者として著名となった。私法の分野で活動した後、判事に任命され、1980年代に国会議員として政治に関わりはじめた。

## エピソード
- オマル・アル＝バシール大統領とは生年月日が全く同じ。